# 聖克魯斯穆盧阿
聖克魯斯穆盧阿（西班牙語：Santa Cruz Muluá），是危地馬拉的城鎮，位於該國西南部，由雷塔盧萊烏省負責管轄，面積128平方公里，海拔高度397米，2002年人口10,661，人口密度每平方公里83.29人。
14°35′N 91°37′W / 14.583°N 91.617°W